# 서울온수초등학교
서울온수초등학교(溫水初等學校)는 대한민국 서울특별시 구로구 온수동에 있는 공립 초등학교이다.

## 학교 연혁
- 1984년 1월 27일: 서울온수국민학교 설립인가
- 1984년 6월 1일: 서울오류국민학교에서 아동 인수
- 1984년 9월 1일: 서울온수국민학교 개교식
- 1996년 3월 1일: 서울온수초등학교로 교명 개칭
- 2014년 2월 14일: 제30회 졸업식
- 2016년 2월 16일: 제32회 졸업식
- 2024년 11월 13일: 개교 40주년

## 참고 자료
- 서울온수초등학교 - 한국교육학술정보원 학교알리미